# Lielvārde
Lielvārde è un comune della Lettonia appartenente alla regione storica della Livonia di 11.466 abitanti (dati 2009).

## Località
Il comune è stato istituito nel 2004 con l'ampliamento del territorio cittadino. Con la riforma amministrativa del 2009 il comune comprende anche le seguenti località:
- Jumprava
- Lēdmane